# Spiccato

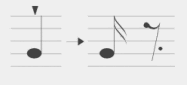
A spiccato jelölése a hangjegy felett elhelyezett jel

A spiccato egy vonós hangszereknél alkalmazott zenei játékmód és ennek kottai jele. Az olasz szó jelentése tagoltan, elkülönítve. Dobott vonójú játékmód, jellemzője a vonó vízszintes húzásakor keletkező pattogó hang.

## Története
A feltételezések szerint a 18. század közepéig a staccatóval rokon értelemben használták, így különálló hangok lejátszását előíró (lényegében a folytonos legatóval ellentétes jelentésű) jelölésként alkalmazták. Önállóan a pattogó vonókezelésre csak a 18. század vége felé kezdték használni a spiccato szót.
A kifejezésmód a 19. században is népszerű zenei eszköz volt, a 20. századra pedig igen elterjedt, részben az új felépítésű, konkáv ívű Tourte-vonók megjelenésének köszönhetően.

## Alkalmazása
Ha gyors egymásutánban hangokat (például nyolcadokat, tizenhatodokat, vagy más gyorsan ismétlődő hangot) kell megszólaltatni, helyes technikával elérhető, hogy a vonó a kívánt ritmusban pattogjon a húron. A pattogást nem függőleges mozdulatokkal érik el, hanem vonóval vízszintes mozdulatot téve a vonó pattogása idézi elő a spiccato hatást. A pattogás ütemének tempója elsősorban a húr és a vonó rugalmasságától, a vonó súlyától, a vonót a húrhoz szorító erőtől (karsúly, pronációs nyomás), kisebb mértékben a szőrt borító gyantapor okozta súrlódás nagyságától és más fizikai jellemzőktől függ.
A spiccatót a zene tempójától függően eltérő módon kell végezni. Lassú tempónál kézzel és ujjakkal lehet segíteni a vonó pattogását, míg gyors tempónál elsősorban a vonó egyensúlyozásával lehet szabályozni a spiccato ugrásszámát, tempóját. A vonó súlypontjától a kápa felé közelítve a vonó relatív súlyossága miatt a pattogás lassabb, nehézkesebb, míg a súlyponttól a csúcs felé közelítve egyre gyorsabb spiccato idézhető elő. Gyors játéknál ugratott vonójú játékba, sautilléba megy át.
A vonótartás módosításával a spiccato jellege kissé befolyásolható. Ferdén megdöntött vonó esetén a szőr kis felülete érintkezik a húrral, ekkor lágyabb lesz a pattogás. Ha a szőr nagyobb felületen érintkezik a húrral, a pálca feszesebben pattog. 